# Акристатерий
Акристатерий (лат. Acristatherium yanensis) — вид вымерших млекопитающих из клады  Eutheria — предков плацентарных. Типовой и единственный вид в роде Acristatherium. Ископаемые остатки обнаружены в нижнемеловых (нижний аптский ярус, около 123 млн лет назад) отложениях Луцзятунь формации Исянь.
Акристатерий описан в 2010 году на основании единственного экземпляра из Бэйпяо, Ляонин, КНР группой китайских палеонтологов: Ху Яомин, Мэн Цзинь, Ли Чуанькуй и Ван Юаньцин. Голотип IVPP V15004 состоит из части черепа длиной около 25 мм. На черепе есть признаки наличия кости septomaxilla, которая отсутствует у более поздних млекопитающих, но имеется у их предков — терапсид.